# 7P/Pons-Winnecke
7P/Pons-Winnecke (ook wel de Komeet van Pons-Winnecke) is een komeet in het zonnestelsel.
Later ontdekte ook Friedrich August Theodor Winnecke de komeet op 9 maart 1858. Hij dacht dat ze een deel was van de Juni-Boötiden.
Ze passeerde enkele keren redelijk dicht bij de aarde: in juni 1927 op 0,04 AU en op 0,1 AU in 1939.
Men vermoedt dat de kern ongeveer een diameter van 5,2 km heeft.